# Savuto
Mit der Bezeichnung Savuto DOC werden Weiß-, Rosé- und Rotweine in den italienischen Provinzen Cosenza und Catanzaro, Region Kalabrien hergestellt. Die Denomination hat seit 1975 den Status einer DOC, die am 7. März 2014 aktualisiert wurde.

## Anbau
Der Anbau ist laut Denomination in folgenden Gemeinden gestattet:
- in der Provinz Cosenza: Rogliano, Santo Stefano di Rogliano, Marzi, Belsito, Grimaldi, Altilia, Aiello Calabro, Cleto, Serra d’Aiello, Pedivigliano, Malito, Amantea, Scigliano und Carpanzano
- in der Provinz Catanzaro: Motta Santa Lucia, Martirano Vecchio, Martirano Lombardo, San Mango d’Aquino, Nocera Terinese und Conflenti.

## Erzeugung
Für die Erzeugung sind folgende Rebsortenanteile vorgeschrieben:
- Savuto Bianco: 0–40 % Montonico, 0–30 % Chardonnay, Greco bianco 0–20 %, Malvasia bianca 0–10 % sowie höchstens 45 % andere weiße Rebsorten, die für den Anbau in der Region Kalabrien zugelassen sind, dürfen zugesetzt werden.
- Savuto Rosso und Savuto Rosato: 0–45 % Gaglioppo (lokal auch „Arvino“ genannt), 0–45 % Aglianico, 0–10 % Greco Nero und/oder Nerello Cappuccio (einzeln oder gemeinsam) sowie höchstens 45 % andere rote Rebsorten, die für den Anbau in der Region Kalabrien zugelassen sind, dürfen zugesetzt werden.

## Beschreibung
laut Denomination:

### Savuto Bianco
- Farbe: strohgelb, bisweilen mit grünlichen Reflexen
- Geruch: fein, charakteristisch
- Geschmack: trocken, harmonisch
- Alkoholgehalt: mindestens 10,5 Vol.-%
- Säuregehalt: mind. 5,0 g/l
- Trockenextrakt: mind. 15,0 g/l

### Savuto Rosato
- Farbe: leicht rosa, tendiert zu kirschrosa
- Geruch: zart, charakteristisch
- Geschmack: trocken, wohlschmeckend, harmonisch
- Alkoholgehalt: mindestens 12,0 Vol.-%
- Säuregehalt: mind. 5,0 g/l
- Trockenextrakt: mind. 18,0 g/l

### Savuto Rosso
- Farbe: rubinrot
- Geruch: intensiv, charakteristisch
- Geschmack: trocken, voll und harmonisch
- Alkoholgehalt: mindestens 12,0 Vol.-%, für „Superiore“ 13,5 Vol.-%
- Säuregehalt: mind. 5,0 g/l
- Trockenextrakt: mind. 25,0 g/l